# Naser Mohamed Ali
Naser Mohamed Ali (ar. ناصر محمد علي; ur. 21 lutego 1961 – zm. 4 maja 1994) – egipski piłkarz grający na pozycji napastnika. W swojej karierze grał w reprezentacji Egiptu.

## Kariera klubowa
Całą swoją karierę piłkarską Ali spędził w klubie El Mokawloon SC, w którym zadebiutował w 1980 roku. Grał w nim do 1992 roku. W sezonie 1982/1983 wywalczył z nim mistrzostwo Egiptu, a w sezonie 1989/1990 zdobył z nim Puchar Egiptu.

## Kariera reprezentacyjna
W reprezentacji Egiptu Ali zadebiutował w 1982 roku. W 1984 roku był w kadrze Egiptu na Puchar Narodów Afryki 1984. Zagrał w nim w czterech meczach: grupowych z Kamerunem (0:0), z Wybrzeżem Kości Słoniowej (2:1) i z Togo (0:0) i półfinałowym z Nigerią (2:2, k. 9:10). Z Egiptem zajął 4. miejsce. W kadrze narodowej grał do 1987 roku.